# Aleksandr Uspienski
Aleksandr Iwanowicz Uspienski (ros. Александр Иванович Успенский, ur. w lutym 1902 we wsi Wierchnij Suchodoł w guberni tulskiej, zm. 28 stycznia 1940) – funkcjonariusz radzieckich organów bezpieczeństwa, komisarz bezpieczeństwa państwowego III rangi, ludowy komisarz spraw wewnętrznych Ukraińskiej SRR (1938). Był zarówno sprawcą, jak i ofiarą Wielkiego terroru.

## Życiorys
Rosjanin, do 1917 skończył dwie klasy seminarium duchownego w Tule, od lutego 1918 do maja 1918 sekretarz gminnego komitetu biedoty, od maja 1919 do sierpnia 1920 szef rejonowej milicji. Od sierpnia 1920 funkcjonariusz Czeki, od września 1920 członek RKP(b), 1922-1923 powiatowy pełnomocnik gubernialnego oddziału GPU w Tule, od września 1923 do 10 marca 1927 szef Wydziału Ekonomicznego Tulskiego Gubernialnego Oddziału GPU, od marca 1927 do 26 sierpnia 1931 szef Wydziału Ekonomicznego Pełnomocnego Przedstawicielstwa OGPU przy Radzie Komisarzy Ludowych ZSRR na Uralu, od 27 września 1931 do 14 maja 1933 szef Wydziału Ekonomicznego Pełnomocnego Przedstawicielstwa OGPu przy Radzie Komisarzy Ludowych w obwodzie moskiewskim. Równocześnie od 27 listopada 1932 pomocnik, od 14 maja 1933 do 31 lipca 1934 zastępca pełnomocnego przedstawiciela OGPU przy Radzie Komisarzy Ludowych ZSRR w obwodzie moskiewskim. Od 31 lipca 1934 2 zastępca szefa Zarządu NKWD obwodu moskiewskiego, od 19 lutego 1935 zastępca szefa Komendantury Moskiewskiego Kremla ds. Ochrony Wewnętrznej, od 29 listopada 1935 starszy major bezpieczeństwa państwowego, od 28 lutego 1936 do 16 marca 1937 zastępca szefa Zarządu NKWD Kraju Zachodniosyberyjskiego, od 16 marca 1937 do 25 stycznia 1938 szef Zarządu NKWD obwodu orenburskiego. 25 stycznia 1938 mianowany komisarzem bezpieczeństwa państwowego III rangi i ludowym komisarzem spraw wewnętrznych Ukraińskiej SRR (do 14 listopada 1938), równocześnie od 18 czerwca do 26 grudnia 1938 był członkiem Biura Politycznego KC KP(b)U. Deputowany do Rady Najwyższej ZSRR 1 kadencji i do Rady Najwyższej Ukraińskiej SRR 1 kadencji. Odpowiedzialny za masowy terror na Ukrainie, w tym wobec Polaków - mieszkańców Ukraińskiej SRR. 
14 listopada 1938 upozorował samobójstwo i uciekł z Kijowa w obawie przed aresztowaniem (przed którym ostrzegł go ludowy komisarz spraw wewnętrznych ZSRR Nikołaj Jeżow), ukrywał się pod Moskwą, następnie w Miassie, jednak 15 kwietnia 1939 został aresztowany, 27 stycznia 1940 skazany na śmierć przez Kolegium Wojskowe Sądu Najwyższego ZSRR i rozstrzelany.

## Odznaczenia
- Order Lenina (2 lipca 1937)
- Order Czerwonego Sztandaru (3 kwietnia 1930)
- Medal jubileuszowy „XX lat Robotniczo-Chłopskiej Armii Czerwonej” (22 lutego 1938)
- Odznaka Honorowy Funkcjonariusz Czeki/GPU (V)" (1929)
- Odznaka "Honorowy Funkcjonariusz Czeki/GPU (XV)" (4 lutego 1933)